# Janome
Janome (Janome Sewing Machine Company) företag som tillverkar  symaskiner, grundat 1920 av Yosaku Ose i Tokyo, Japan.
1960 köpte Janome det amerikanska företaget New Home Company, tillverkare av symaskinsmärket New Home. 1964 inleddes ett samarbete med den tyska tillverkaren Pfaff.
Idag har Janome fabriker i Japan, Taiwan och Thailand, och tillverkar årligen cirka 1,9 miljoner symaskiner.